# Freddie Jones
Frederick Charles Jones, detto Freddie (Dresden, 12 settembre 1927 – Bicester, 9 luglio 2019), è stato un attore britannico.

## Biografia
Divenuto attore dopo dieci anni di lavoro in un laboratorio di ceramiche nel quartiere di Dresden della città di Stoke-on-Trent, in Inghilterra, è principalmente famoso per aver interpretato l'imperatore Claudio nella serie televisiva britannica The Caesars (1968), e per il ruolo di Sandy Thomas nella soap opera Valle di luna, in cui ha recitato dal 2005 al 2018. Interprete di numerosi personaggi dalla personalità stravagante, è il padre dell'attore Toby Jones. Per il cinema, ha recitato - tra gli altri - in tre film diretti dal regista David Lynch, The Elephant Man (1980), Dune (1984), Cuore selvaggio (1990), oltre a Hotel Room (1993), quest'ultimo girato per il piccolo schermo.

## Filmografia

### Cinema
- Via dalla pazza folla (Far from the Madding Crowd), regia di John Schlesinger (1967)
- Marat/Sade, regia di Peter Brook (1967)
- L'incidente (Accident), regia di Joseph Losey (1967)
- La ruota di scorta della signora Blossom (The Bliss of Mrs. Blossom), regia di Joseph McGrath (1968)
- L'incredibile affare Kopcenko (Otley), regia di Dick Clement (1969)
- Distruggete Frankenstein! (Frankenstein Must Be Destroyed), regia di Terence Fisher (1969)
- L'uomo che uccise se stesso (The Man Who Haunted Himself), regia di Basil Dearden (1970)
- Sul tuo corpo, adorabile sorella (Goodbye Gemini), regia di Alan Gibson (1970)
- Il ribelle di Scozia (Kidnapped), regia di Delbert Mann (1971)
- Terrore al London College (Assault), regia di Sidney Hayers (1971)
- All'ombra delle piramidi (Antony and Cleopatra), regia di Charlton Heston (1972)
- Il sanguinario (Sitting Target), regia di Douglas Hickox (1972)
- I satanici riti di Dracula (The Satanic Rites of Dracula), regia di Alan Gibson (1974)
- Il figlio di Dracula (Son of Dracula), regia di Freddie Francis (1974)
- Juggernaut, regia di Richard Lester (1974)
- Creature grandi e piccole (All Creatures Great and Small), regia di Claude Whatham (1975)
- Zulu Dawn, regia di Douglas Hickox (1979)
- The Elephant Man, regia di David Lynch (1980)
- Firefox - Volpe di fuoco (Firefox), regia di Clint Eastwood (1982)
- Krull, regia di Peter Yates (1983)
- E la nave va, regia di Federico Fellini (1983)
- Fenomeni paranormali incontrollabili (Firestarter), regia di Mark L. Lester (1984)
- Dune, regia di David Lynch (1984)
- Oxford University (Oxford Blues), regia di Robert Boris (1984)
- Piramide di paura (Young Sherlock Holmes), regia di Barry Levinson (1985)
- Taron e la pentola magica (The Black Cauldron), regia di Ted Berman (1985)
- Cioccolato bollente (Consuming Passions), regia di Giles Foster (1988)
- Erik il vichingo (Erik the Viking), regia di Terry Jones (1989)
- Cuore selvaggio (Wild at Heart), regia di David Lynch (1990)
- The Last Butterfly (Poslední motýl), regia di Karel Kachyňa (1992)
- The Mystery of Edwin Drood, regia di Timothy Forder (1993)
- La storia infinita 3 (The Neverending Story III), regia di Peter MacDonald (1994)
- Keep in a Dry Place and Away from Children, regia di Martin Davies (1997) (voce fuori campo)
- The Life and Crimes of William Palmer, regia di Alan Dossor (1998) - film TV
- La mia vita fino ad oggi (My Life So Far), regia di Hugh Hudson (1999)
- House!, regia di Julian Kemp (2000)
- David Copperfield, regia di Peter Medak (2000)
- Puckoon, regia di Terence Ryan (2002)
- Montecristo (The Count of Monte Cristo), regia di Kevin Reynolds (2002)
- Ladies in Lavender, regia di Charles Dance (2004)

### Televisione
- Agente speciale (The Avengers) – serie TV, episodio 5x16 (1967)
- Cold Comfort Farm – serie TV, 2 episodi (1968)
- Gli invincibili (The Protectors) – serie TV, episodio 1x15 (1973)
- Romance with a Double Bass (1974)
- La caduta delle aquile (Fall of Eagles) – serie TV, 2 episodi (1974)
- Prigionieri delle pietre (Children of the Stones) – serie TV, 5 episodi (1976)
- Spazio 1999 (Space: 1999) – serie TV, episodio 2x05 (1976)
- The Ghosts of Motley Hall – serie TV, 20 episodi (1976-1978)
- Pennies from Heaven – serie TV, 2 episodi (1978)
- Nel silenzio della notte, (The Nativity), regia di Bernard L. Kowalski – film TV (1978)
- Dark River, regia di Malcolm Taylor – film TV (1990)
- Ispettore Morse (Inspector Morse) – serie TV, episodio 5x03 (1991)
- Hotel Room, regia di David Lynch e James Signorelli – film TV (1993)
- Cold Comfort Farm, regia di John Schlesinger – film TV (1996)
- L'ispettore Barnaby (Midsomer Murders) – serie TV, episodio 7x05 (2004)
- Valle di luna (Emmerdale) – serie TV, 776 episodi (2005-2018)

## Doppiatori italiani
- Mario Bardella in Dune, Piramide di paura
- Roberto Villa in L'uomo che uccise se stesso
- Oreste Lionello in L'incredibile affare Kopcenko
- Sergio Fiorentini in The Elephant Man
- Giorgio Lopez in Fenomeni paranormali incontrollabili
- Giorgio Piazza in Krull
- Paolo Lombardi in Montecristo
- Diego Michelotti in I satanici riti di Dracula
- Sandro Tuminelli in Firefox - Volpe di fuoco
- Dario De Grassi in Ladies in Lavender
- Ferruccio Amendola in E la nave va

Da doppiatore è stato sostituito da:
- Giuseppe Rinaldi in Taron e la pentola magica